# Inaba (provincia)
Inaba (因幡国?, -no kuni)  fu una provincia del Giappone situata nella parte orientale dell'odierna prefettura di  Tottori. Inaba confinava con le province di Harima, Hoki, Mimasaka e Tajima.

Mappa delle province giapponesi con la provincia di Inaba evidenziata

La capitale antica e città castello erano la città di Tottori